# Obrejița
Obrejița è un comune della Romania di 1 653 abitanti, ubicato nel distretto di Vrancea, nella regione storica della Moldavia. 
Obrejiţa è divenuto comune autonomo nel 2004, staccandosi dal comune di Tâmboești.